# Daniel Day-Lewis
Sir Daniel Michael Blake Day-Lewis (London, 1957. április 29. –) háromszoros Oscar-díjas brit–ír kettős állampolgárságú színész. A Bristol Old Vic Theatre School elvégzése után számos színdarabban és filmben szerepelt, melyeknek köszönhetően három Oscar-díjat, négy BAFTA-díjat és két Golden Globe-díjat nyert el. A filmipar egyik legválogatósabb színészeként tartják számon, az elmúlt tíz évben mindössze három filmben tűnt fel. A „method acting” képviselője, szerepei iránt állandó elhivatottságot mutat, s kutatómunkát is végez velük kapcsolatban. Gyakran marad szerepében a kamerán kívül is a forgatási munkálatok alatt. 2014 júniusában II. Erzsébet királynő lovaggá ütötte.

## Fiatalkora
Day-Lewis Londonban született, Jill Balcon színésznő és a kormányzat megrendelésére alkotó Cecil Day-Lewis angol–ír költő fiaként. Day-Lewis brit és ír állampolgár is egyszerre. Anyja balti zsidó származású, a korábban az Ealing Studiost irányító Sir Michael Balcon lánya. Két évvel Daniel születése után a család a greenwichi Croom's Hillbe költözött, ahol Daniel nővére, a későbbi dokumentumfilmes és televíziós szakácsnő, Tamasin társaságában nőtt fel. Cecil már az 53. évében járt fia születésekor, s látszólag kevés érdeklődést mutatott gyermekei iránt. Ismétlődő egészségi problémái következtében meghalt, mikor Daniel 15 éves volt. A színészt nyugtalanította az érzelmi kötődés hiánya apja és közte, s később bántotta, hogy nem állt hozzá közelebb.
A greenwichi környezetben a zsidó származású és „piperkőc” Day-Lewis gyakran vált elszenvedőjévé a kemény dél-londoni kölykök zaklatásának. Így hamar elsajátította a helyi akcentust és modort, amit első meggyőző alakításaként tart számon. Élete későbbi szakaszában úgy beszélt gyermekkori önmagáról, mint féktelen fiatalról, aki többször követett el bolti lopást és más hasonló, kisebb bűncselekményeket.
1968-ban szülei úgy döntöttek, hogy „túlzottan vad” természetű fiukat a kenti Sevenoaks bentlakásos iskolába küldik. Noha ki nem állhatta a helyet, Daniel megismert két olyan dolgot, amiben kedvét lelte: a famunkát és a színészetet. Miközben az iskola iránti megvetése csak nőtt, 14 éves korában sor került filmes debütálására a Vasárnap, átkozott vasárnap című alkotásban, ahol egy vandált alakított, igaz, a stáblistán még nem kapott helyet a neve. Az élményt a „mennyország” szóval jellemezte, mivel 2 fontot kapott azért, hogy a helyi templom előtt parkoló drága autókat megrongálja. A Sevenoaksban eltöltött két év után a petersfieldi Bedales Schoolba került. Onnét 1975-ben távozott, amikorra engedetlen attitűdje már elhalványult, s elérkezett a pályaválasztás ideje. Annak ellenére, hogy kiválóan szerepelt a National Youth Theatre színpadán, műbútorasztalosnak jelentkezett ötéves tanulóidőre, ám tapasztalat hiányában elutasították. Ezután a Bristol Old Vic Theatre Schoolban próbált szerencsét, ahová fel is vették. Három évet töltött itt, s magában a Bristol Old Vicben is fellépett. Egy ízben beugróként szerepelt Pete Postlethwaite-et helyettesítve, akivel később együtt játszott A bal lábam, az Apám nevében és egy rövid jelenet erejéig Az utolsó mohikán című filmekben.

## Karrierje

### A 80-as évek
Tizenegy évvel első szerepe után Day-Lewis folytatta színészi karrierjét egy kisebb epizódszereppel a Gandhiban (1982), majd 1984-ben a vívódó, ám végül hű elsőtisztet játszotta A Bountyban. Ezt követően csatlakozott a Royal Shakespeare Companyhez, ahol Rómeóként lépett színpadra a Rómeó és Júliában. Következő szerepe a világot jelentő deszkákon a The Countban volt, a Drakula-történet adaptációjában, ahol szőkére festett hajjal jelent meg. Később megnövesztette haját, hogy amolyan „punkos külsőt” kölcsönözzön Az én szép kis mosodám (1985) meleg karakterének. Day-Lewis komoly figyelmet kapott, mikor a film a Szoba kilátással (1985) című filmmel egy időben a mozikba került. Utóbbiban teljesen más személyiséget játszott: Helena Bonham Carter felsőosztálybeli vőlegényét. 1987-ben már abszolút főszereplőként állhatott a kamerák elé Milan Kundera A lét elviselhetetlen könnyűsége című művének filmváltozatában, Lena Olin és Juliette Binoche társaságában. A nyolc hónapos forgatás ideje alatt megtanult csehül (szerepe szerint cseh orvos), s először maradt szerepében a szünetekben is.
A saját „method acting” változatát az 1989-es A bal lábam című filmben mutatta be először teljes egészében Christy Brown eljátszásakor. Szerepformálásával számos díjat nyert, köztük a legjobb színésznek járó Oscar-díjat is. Újfent az egész forgatási idő alatt megmaradt annak, akit alakított: mivel Brown súlyos mozgássérült a filmben, Day-Lewist kerekesszékben tolták körbe a forgatás helyszínén is; a stábtagoknak így át kellett emelniük őt a kamera- és reflektorkábeleken, csak hogy a színész átérezze a Brown életkörülményeivel járó megalázó pillanatokat is. Két bordája is eltört a felvételek alatt, mivel több héten át görnyedt pozícióban ült a tolószékben. Day-Lewis Richard Eyre rendező kezei alatt tért vissza a színpadra a National Theatre-ben, Hamletként, azonban összeesett azon jelenet közepén, mikor a főszereplő első ízben találkozik apja kísértetével. Kérlelhetetlen zokogásban tört ki, s nem volt hajlandó visszamenni a színpadra; beugrója (az akkor még ismeretlen Jeremy Northam) fejezte be helyette a darabot. Az eset után az a szóbeszéd kapott szárnyra, hogy Day-Lewis saját apja szellemét látta, noha a történéseket hivatalosan kimerülés eredményének tulajdonították. A Parkinson című, első számú brit talkshow-ban az ITV-n a színész megerősítette, hogy a pletyka valós. Azóta Day-Lewis nem játszott színházban.

### A 90-es évek
1992-ben, két évvel az Akadémia díjának elnyerése után került a mozikba Az utolsó mohikán. Day-Lewis szereptanulmányozását a sajtó is figyelemmel kísérte; értesülések szerint kemény testedzést folytatott, kiismerte a vadonban élés fortélyait, így a sátorozást, a vadászatot és a halászatot. A forgatás alatt egy Kentucky puskával az oldalán járt-kelt, s megtanulta azt is, hogyan kell állatot nyúzni. A bal lábam után újfent Jim Sheridan rendezővel dolgozott együtt az Apám nevében című filmen, melyben Gerry Conlont alakította, egyikét azon négy embernek, akiket ártatlanul ítéltek el egy az IRA által végrehajtott bombarobbantásért. Day-Lewis jelentősen lefogyott a szerep kedvéért, északír akcentusát használta a forgatás teljes ideje alatt, s sok időt töltött börtöncellában. Ragaszkodott hozzá, hogy a stábtagok hideg vízzel fröcsköljék és verbálisan bántalmazzák. Alakítása meghozta számára második Oscar-, harmadik BAFTA- és második Golden Globe-jelölését. 1996-ban az Arthur Miller színművéből készült A salemi boszorkányokban szerepelt Winona Ryder partnereként. A következő évben harmadik együttműködésére került sor Sheridannel A bunyós című film révén, melyben egy börtönből frissen szabadult volt bokszolót és ex-IRA-tagot játszik. Felkészülésképpen két éven át edzette őt Barry McGuigan korábbi ökölvívó-világbajnok. A filmet követően Day-Lewis visszavonult egy időre a színészettől, s régi szenvedélye, a famunkálás felé fordult. Az olaszországi Firenzébe költözött, ahol magával ragadta a cipőkészítés mestersége, olyannyira, hogy tanulni is kezdte, s ezen időszakból a nyilvánosság előtt nem ismert hollétéről való információ. Mindemellett az az értesülés vált közkeletűvé, hogy a koszt és kvártély ellenében színészórákat adott a mesterének. Úgy hírlik továbbá, hogy Day-Lewis távozását követően a cipészmester vándorkomédiási babérokra tört, aminek köszönhetően keresete az egekbe szárnyalt. Day-Lewis visszautasította a válaszadást a témával kapcsolatban, pusztán annyit mondott, „Laurencio számos ajándékot hordozott magában”.

### A 2000-es évek
Öt év kihagyás után Day-Lewis a New York bandái főszerepében tért vissza a vászonra; másodjára játszott Martin Scorsese irányítása alatt Az ártatlanság korát követően. Az általa alakított könyörtelen bandavezér, Hentes Bill, ironikus módon, gyűlöli Írországot és az íreket. Partnere Leonardo DiCaprio volt, aki fiatal pártfogoltját játszotta. Day-Lewis hosszú, önfegyelmezett felkészülését hentesgyakornokként kezdte meg, s a forgatás során sosem lépett ki szerepéből (leszámítva a New York-i akcentus elhagyását). A munkálatok alatt tüdőgyulladást kapott, azonban visszautasította a melegebb kabát viselését, mivel az nem illett a filmben ábrázolt korhoz; végül az orvosi kezelésről sikerült meggyőzni. Alakításáért harmadjára jelölték Oscar-díjra, s elnyerte második BAFTA-díját. A New York bandái után három évvel felesége, Rebecca Miller rendezőnő (aki Arthur Miller lánya) felajánlotta neki a Jack és Rose balladája főszerepét. A film egy olyan haldokló férfiról szól, aki élete alakulásán bánkódik, s azon, ahogyan tizenéves lányát nevelte. A forgatás alatt Day-Lewis külön élt feleségétől, mivel szükségét érezte az elszigeteltségnek, amiben filmbeli karakterének is része van. A film vegyes fogadtatásban részesült, de Day-Lewis szinte egyöntetű éljenzést élvezett alakításáért. 2007-ben Paul Thomas Anderson filmjében, az Upton Sinclair regényéből készült Vérző olajban játszotta el Daniel Plainview szerepét. A felkészüléshez a rendező számos, a film cselekményének idejéből, a kései 19. századból, illetve 1927-ből származó hangfelvételt, továbbá A Sierre Madre kincse című film egy példányát juttatta el Day-Lewisnak. A színész teljesítményét Oscar-díjjal, Golden Globe-díjjal, BAFTA-díjjal és a Színészek Szövetségének díjával honorálták. Legutóbbit a néhai Heath Ledgernek ajánlotta. 2009-ben a Kilenc című filmmusical főszerepét játszotta el, s munkájáért Golden Globe-díjra jelölték, noha a film maga nem nyerte el a kritikusok tetszését.

### A 2010-es évek
Day-Lewis első filmje az új évtizedben Steven Spielberg Lincoln című életrajzi produkciójának címszerepe volt, melyért újabb Oscar-díjat kapott.

## Magánélete
Day-Lewis ritkán beszél magánéletéről a nyilvánosság előtt. Korábban kapcsolata volt Isabelle Adjani francia színésznővel, ami hat évig tartott, s végül közös megegyezéssel fejeződött be. Gyermekük, Gabriel-Kane Day-Lewis 1995. április 9-én látta meg a napvilágot New Yorkban, hónapokkal a két színész különválása után.
1996-ban, A salemi boszorkányok forgatása alatt Day-Lewis meglátogatta Arthur Millert otthonában, ahol megismerkedett az író lányával, Rebeccával. A párnak két fia született: Ronan Cal Day-Lewis 1998. június 14-én, Cashel Blake Day-Lewis pedig 2002 májusában. A család megosztja idejét egyesült államokbeli és írországi otthonuk között. Day-Lewis a Millwall Football Club támogatója.

## Filmográfia

### Film
| Év   | Magyar cím                            | Eredeti cím                       | Szerep                          | Magyar hang      | Rendező                   |
| ---- | ------------------------------------- | --------------------------------- | ------------------------------- | ---------------- | ------------------------- |
| 1971 | Vasárnap, átkozott vasárnap           | Sunday Bloody Sunday              | vandál gyermek                  |                  | John Schlesinger          |
| 1982 | Gandhi                                | Gandhi                            | Colin                           | Csuja Imre       | Richard Attenborough      |
| 1984 | A Bounty                              | The Bounty                        | John Fryer                      | Vándorfi László  | Roger Donaldson           |
| 1985 | Az én szép kis mosodám                | My Beautiful Laundrette           | Johnny                          | Fekete Zoltán    | Stephen Frears            |
| 1985 | Szoba kilátással                      | A Room with a View                | Cecil Vyse                      | Rékasi Károly    | James Ivory               |
| 1986 |                                       | Nanou                             | Max                             |                  | Conny Templeman           |
| 1988 | A lét elviselhetetlen könnyűsége      | The Unbearable Lightness of Being | Tomas                           | Dolmány Attila   | Philip Kaufman            |
| 1988 | Csillagos lobogó                      | Stars and Bars                    | Henderson Dores                 | Czvetkó Sándor   | Pat O’Connor              |
| 1989 | A bal lábam – Christy Brown története | My Left Foot                      | Christy Brown                   | Felföldi László  | Jim Sheridan (1.)         |
| 1989 | Örökmosoly                            | Eversmile, New Jersey             | Fergus O'Connell                | Széles László    | Carlos Sorín              |
| 1992 | Az utolsó mohikán                     | The Last of the Mohicans          | Nathaniel "Sólyomszem" Poe      | Sztarenki Pál    | Michael Mann              |
| 1992 | Az utolsó mohikán                     | The Last of the Mohicans          | Nathaniel "Sólyomszem" Poe      | Anger Zsolt      | Michael Mann              |
| 1993 | Az ártatlanság kora                   | The Age of Innocence              | Newland Archer                  | Jakab Csaba      | Martin Scorsese (1.)      |
| 1993 | Apám nevében                          | In the Name of the Father         | Gerry Conlon                    | Széles László    | Jim Sheridan (2.)         |
| 1996 | A salemi boszorkányok                 | The Crucible                      | John Proctor                    | Kálid Artúr      | Nicholas Hytner           |
| 1997 | A bunyós                              | The Boxer                         | Danny Flynn                     | Rékasi Károly    | Jim Sheridan (3.)         |
| 2002 | New York bandái                       | Gangs of New York                 | William "Bill a Hentes" Cutting | Csernák János    | Martin Scorsese (2.)      |
| 2005 | Jack és Rose balladája                | The Ballad of Jack and Rose       | Jack Slavin                     | Kamarás Iván     | Rebecca Miller            |
| 2007 | Vérző olaj                            | There Will Be Blood               | Daniel Plainview                | Kőszegi Ákos     | Paul Thomas Anderson (1.) |
| 2009 | Kilenc                                | Nine                              | Guido Contini                   | Kőszegi Ákos     | Rob Marshall              |
| 2012 | Lincoln                               | Lincoln                           | Abraham Lincoln                 | Kőszegi Ákos     | Steven Spielberg          |
| 2017 | Fantomszál                            | Phantom Thread                    | Reynolds Woodcock               | Berzsenyi Zoltán | Paul Thomas Anderson (2.) |

### Televízió
| Év   | Eredeti cím                | Szerep               | Megjegyzések |
| ---- | -------------------------- | -------------------- | ------------ |
| 1980 | Shoestring                 | DJ                   | 1 epizód     |
| 1981 | Thank You, P. G. Wodehouse | Psmith               | tévéfilm     |
| 1981 | Artemis 81                 | diák a könyvtárban   | tévéfilm     |
| 1982 | How Many Miles to Babylon? | Alec                 | tévéfilm     |
| 1982 | Frost in May               | Archie Hughes-Forret | 1 epizód     |
| 1983 | Play of the Month          | Gordon Whitehouse    | 1 epizód     |
| 1985 | My Brother Jonathan        | Jonathan Dakers      | 5 epizód     |
| 1986 | Screen Two                 | Dr. Kafka            | 1 epizód     |

## Fontosabb díjak és jelölések
Day-Lewis a 2010-es évek végéig az egyetlen férfiszínész, aki három alkalommal tudott Oscar-díjat nyerni legjobb férfi főszereplő kategóriában (A bal lábam, a Vérző olaj és a Lincoln című filmekkel), illetve azon három férfiszínész egyike (Walter Brennan és Jack Nicholson mellett), aki három Oscart is elvihetett.
A fentiek mellett – szintén legjobb férfi főszereplőként – négy BAFTA-, két Golden Globe- és három Screen Actors Guild-díjat is magáénak tudhat.

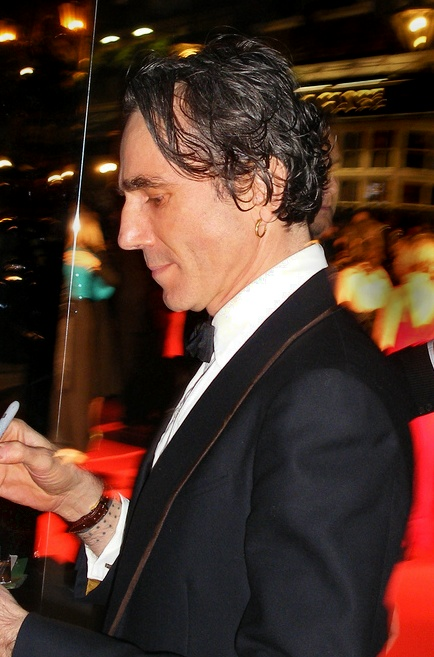
Day-Lewis a 61. BAFTA-gálán (2008)

| Díj                     | Kategória                                           | Jelölt mű         | Év   | Eredmény |
| ----------------------- | --------------------------------------------------- | ----------------- | ---- | -------- |
| Oscar-díj               | legjobb férfi főszereplő                            | A bal lábam       | 1990 | Elnyerte |
| Oscar-díj               | legjobb férfi főszereplő                            | Apám nevében      | 1994 | Jelölve  |
| Oscar-díj               | legjobb férfi főszereplő                            | New York bandái   | 2003 | Jelölve  |
| Oscar-díj               | legjobb férfi főszereplő                            | Vérző olaj        | 2008 | Elnyerte |
| Oscar-díj               | legjobb férfi főszereplő                            | Lincoln           | 2013 | Elnyerte |
| Oscar-díj               | legjobb férfi főszereplő                            | Fantomszál        | 2018 | Jelölve  |
| BAFTA-díj               | legjobb férfi főszereplő                            | A bal lábam       | 1990 | Elnyerte |
| BAFTA-díj               | legjobb férfi főszereplő                            | Az utolsó mohikán | 1993 | Jelölve  |
| BAFTA-díj               | legjobb férfi főszereplő                            | Apám nevében      | 1994 | Jelölve  |
| BAFTA-díj               | legjobb férfi főszereplő                            | New York bandái   | 2003 | Elnyerte |
| BAFTA-díj               | legjobb férfi főszereplő                            | Vérző olaj        | 2008 | Elnyerte |
| BAFTA-díj               | legjobb férfi főszereplő                            | Lincoln           | 2013 | Elnyerte |
| BAFTA-díj               | legjobb férfi főszereplő                            | Fantomszál        | 2018 | Jelölve  |
| Screen Actors Guild-díj | legjobb férfi főszereplő (mozifilm)                 | New York bandái   | 2003 | Elnyerte |
| Screen Actors Guild-díj | legjobb férfi főszereplő (mozifilm)                 | Vérző olaj        | 2008 | Elnyerte |
| Screen Actors Guild-díj | legjobb szereplőgárda (mozifilm)                    | Kilenc            | 2010 | Jelölve  |
| Screen Actors Guild-díj | legjobb férfi főszereplő                            | Lincoln           | 2013 | Elnyerte |
| Screen Actors Guild-díj | legjobb szereplőgárda (mozifilm)                    | Lincoln           | 2013 | Jelölve  |
| Golden Globe-díj        | legjobb férfi főszereplő – filmdráma                | A bal lábam       | 1990 | Jelölve  |
| Golden Globe-díj        | legjobb férfi főszereplő – filmdráma                | Apám nevében      | 1994 | Jelölve  |
| Golden Globe-díj        | legjobb férfi főszereplő – filmdráma                | A bunyós          | 1998 | Jelölve  |
| Golden Globe-díj        | legjobb férfi főszereplő – filmdráma                | New York bandái   | 2003 | Jelölve  |
| Golden Globe-díj        | legjobb férfi főszereplő – filmdráma                | Vérző olaj        | 2008 | Elnyerte |
| Golden Globe-díj        | legjobb férfi főszereplő – zenés film vagy vígjáték | Kilenc            | 2010 | Jelölve  |
| Golden Globe-díj        | legjobb férfi főszereplő – filmdráma                | Lincoln           | 2013 | Elnyerte |
| Golden Globe-díj        | legjobb férfi főszereplő – filmdráma                | Fantomszál        | 2018 | Jelölve  |